# .so
so. هو امتداد خاص بالعناوين الإلكترونية (نطاق) domain للمواقع التي تنتمي إلى الصومال وصوماليلاند.